# Turraea
Turraea is een geslacht uit de familie Meliaceae. De soorten komen voor in de (sub)tropische delen van de Oude Wereld.

## Soorten
- Turraea abyssinica Hochst.
- Turraea adjanohounii Aké Assi
- Turraea africana (Welw.) Cheek
- Turraea andriamiarisoana Callm., Phillipson & Lowry
- Turraea anomala Harms
- Turraea barbata Styles & F.White
- Turraea boivinii Baill.
- Turraea buerkii Callm., Phillipson & Lowry
- Turraea cabrae De Wild. & T.Durand
- Turraea cadetii A.J.Scott
- Turraea cauliflora J.-F.Leroy & Lescot ex Randr. & Callm.
- Turraea cornucopia Styles & F.White
- Turraea dargentiana Baider & V.Florens
- Turraea elephantina Styles & F.White
- Turraea fischeri Gürke
- Turraea floribunda Hochst.
- Turraea fockei Buchenau
- Turraea geayi Danguy
- Turraea ghanensis J.B.Hall
- Turraea glomeruliflora Harms
- Turraea heterophylla Sm.
- Turraea hildebrandtii O.Hoffm.
- Turraea holstii Gürke
- Turraea humbertii Danguy
- Turraea kimbozensis Cheek
- Turraea kindtii Buchenau
- Turraea kokwaroana Styles & F.White
- Turraea laciniata (Balf.f.) Harms
- Turraea lanceolata Cav.
- Turraea laurentii De Wild.
- Turraea leonensis Keay
- Turraea longifolia C.DC.
- Turraea madagascarensis P.T.Li & X.M.Chen
- Turraea mombassana Hiern ex C.DC.
- Turraea monticola Bosser
- Turraea nilotica Kotschy & Peyr.
- Turraea obovata Gürke
- Turraea obtusifolia Hochst.
- Turraea oppositifolia (Cav.) Harms
- Turraea ovata (Cav.) Harms
- Turraea parvifolia Deflers
- Turraea pellegriniana Keay
- Turraea pervillei Baill.
- Turraea pubescens Hell.
- Turraea pulchella (Harms) T.D.Penn.
- Turraea retusa Styles & F.White
- Turraea rhombifolia Baker
- Turraea richardii Baill.
- Turraea rigida Vent.
- Turraea robusta Gürke
- Turraea rostrata C.DC.
- Turraea rutilans (Sm.) Bosser
- Turraea sericea Sm.
- Turraea socotrana Styles & F.White
- Turraea stolzii Harms
- Turraea streyi F.White & Styles
- Turraea tetramera Benn.
- Turraea thouarsiana (Baill.) Cavaco & Keraudren
- Turraea thouvenotii Danguy
- Turraea trichopoda (Baill.) Harms
- Turraea tugelensis N.R.Crouch & D.Styles
- Turraea venulosa Baker
- Turraea virens L.
- Turraea vogelii Hook.f.
- Turraea vogelioides Bagsh.
- Turraea wakefieldii Oliv.
- Turraea zambesica Sprague & Hutch.

... · 
Aglaia · 
Azadirachta · 
Carapa · 
Khaya · 
Lansium · 
Melia · 
Sandoricum · 
Trichilia · 
Xylocarpus · 
...